# Cyclodictyon plicatulum
Cyclodictyon plicatulum är en bladmossart som beskrevs av Brotherus 1907. Cyclodictyon plicatulum ingår i släktet Cyclodictyon och familjen Hookeriaceae. Inga underarter finns listade i Catalogue of Life.